# Маммаев, Сулейман Нураттинович
Сулейман Нураттинович Маммаев (9 ноября 1967, с. Кумух, Лакский район, Дагестанская АССР, СССР) — советский и российский медик, доктор медицинских наук, ректор Дагестанского государственного медицинского университета (2016—2021). Автор более 230 научных работ и 12-ти учебно-методических изданий.

## Биография
В 1984 году окончил Кумухскую среднюю школу с отличием. В том же году поступил на лечебный факультет Дагестанского государственного медицинского института. С 1986 по 1988 году проходил службу в Вооруженных силах СССР. С 1990 по 1992 годы работал медбратом неврологического отделения госпиталя для инвалидов Отечественной войны. В 1992 году на красный диплом с присвоением квалификации врача окончил ДГМА и стал проходить клиническую ординатуру по специальности «терапия». С 1994 по 1998 годы работал стажером-преподавателем и ассистентом кафедры внутренних болезней №3 Дагестанского медицинского института. В 1998 году в ДГМА им была защищена кандидатская диссертация на тему: «Перекисное окисление липидов и антиоксидантная активность слизистой оболочки желудка и двенадцатиперстной кишки у больных язвенной болезнью». С 1998 по 2001 годы он проходил очную докторантуру в Московской медицинской академии им. И.М. Сеченова, под руководством академика РАН, профессора Владимира Ивашкина, где была защищена докторская диссертация на тему: «Функциональная активность системы мононуклеарных фагоцитов у больных хроническими вирусными гепатитами». По окончании докторантуры вернулся в Махачкалу, работал ассистентом кафедры внутренних болезней №3 Дагестанской медицинской академии. С 2002 по 2007 годы работал ассистентом, доцентом и профессор кафедры госпитальной терапии №1. В 2007 году ему было присвоено ученое звание профессора. С 2007 года работал проректором по последипломной подготовке. 27 января 2016 года во втором туре был избран ректором ДГМУ. К работе ректора в связи с бюрократическими проволочками приступил в июне 2016 года.

## Трудовая карьера
- 1986 – 1988 – служба в рядах Вооруженных сил СССР;
- 1990 – 1992 – медбрат неврологического отделения госпиталя для инвалидов Отечественной войны;
- 1992 – 1994 – клиническая ординатуру по специальности «терапия»;
- 1994 – 1998 – стажер-преподаватель, и ассистент кафедры внутренних болезней №3 Дагестанского медицинского института;
- 1998 – 2001 – докторант по специальности «внутренние болезни» при Московской медицинской академии им. И.М. Сеченова;
- 2001 – 2002 – ассистент кафедры внутренних болезней №3 Дагестанской медицинской академии;
- 2002 – 2007 – ассистент, доцент и профессор кафедры госпитальной терапии №1;
- 2007 – 2013 – проректор по последипломной подготовке Дагестанской государственной медицинской академии;
- 2016 – 2021 – ректор Дагестанского государственного медицинского университета.

## Уголовное дело
25 апреля 2021 года на него было возбуждено уголовное дело в предусмотренного ч. 1 ст. 285 УК РФ (злоупотребление должностными полномочиями). 5 июня 2021 года был отстранен от должности. 11 ноября 2021 года следователи провели обыски в доме Маммаева. 11 февраля 2022 года Советский районный суд Махачкалы прекратил уголовное дело в отношении Сулеймана Маммаева по ходатайству следствия. 1 августа стало известно, что Советский районный суд Махачкалы рассмотрит уголовное дело о хищении денег студентов.